# O Amor, o Sorriso e a Flor
O Amor, o Sorriso e a Flor (укр. Кохання, посмішка і квітка) — другий студійний альбом Жуана Жілберту, випущений 1960 року студією звукозапису Odeon. Разом з Chega de Saudade вважається одним з найважливіших музичних альбомів бразильської музики та джазу.
Альбом, серед інших, містить шість пісень, написаних Антоніу Карлусом Жобіном, а також власну композицію Жуана Жілберту «Um abraço no Bonfá», присвячену його другові, гітаристу Луїсу Бонфа.

## Історія
Створення другого культового альбому Жуана Жілберту починається наприкінці 1959 року. Спільний успіх його першого альбому Chega de Saudade та трьох попередніх синглів спонукав Алоїзіу ді Олівейра, тодішнього художнього керівника звукозаписувальної компанії Odeon, замислитись про новий музичний проект подібний до Chega de Saudade. В січні 1960 року Жілберту приїхав до сільського будинку Тома Жобіма і там, далеко від міста і телефонів, «в атмосфері спокою і птахів» вони працювали близько десяти днів над піснями, що згодом стали класикою жанру. Жобім побоювався знов зіткнутися з труднощами, що виникли під час запису першого альбому Жуана Жілберту, але цього разу був приємно здивований: запис платівки на студії тривав лише 11 днів і жоден значний технічний інцидент не став на заваді.
Окрім шести пісень Жобіма і Ньютона Мендонси («Samba de Uma Nota Só», «Meditação», «Discussão», «Sou em Teus Braços», «Corcovado» та «Outra Vez»), Жуан Жілберту записав власну композицію «Um abraço no Bonfá», присвячену його другові, гітаристу Луїсу Бонфа і оригінальну версію самби «Doralice» Дорівала Кайммі, що також стала класикою босанови та джазу.
Вихід альбому в травні 1960 року став величезним комерційним успіхом у Бразилії і значною подією в музичному русі босанова, викликавши захоплення у молоді Ріо-де-Жанейро та Сан-Паулу. Більшість пісень цього альбому стала стандартами джазової музики. На хвилі успіху молодого виконавця продюсер Алоїзіу ді Олівейра запросив його негайно готуватися до запису третього альбому, випуск якого було заплановано на початку 1961 року і який мав зватися просто João Gilberto.
Того ж року реліз альбому відбувся у Сполучених Штатах. Capitol Records випустив його під назвою Brazil's Brilliant João Gilberto.

## Список композицій
| Трек | Назва                    | Автор                                 | Тривалість |
| ---- | ------------------------ | ------------------------------------- | ---------- |
| A1   | «Samba de Uma Nota Só»   | Антоніу Карлус Жобін, Ньютон Мендонса | 1:38       |
| A2   | «Doralice»               | Дорівал Кайммі                        | 1:27       |
| A3   | «Só em Teus Braços»      | Антоніу Карлус Жобін                  | 1:48       |
| A4   | «Trevo de Quatro Folhas» | Mort Dixon, Harry Woods, Nilo Sérgio  | 1:23       |
| A5   | «Se é Tarde, Me Perdoa»  | Карлус Ліра, Ronaldo Bôscoli          | 1:45       |
| A6   | «Um abraço no Bonfá»     | Жуан Жілберту                         | 1:36       |
| B1   | «Meditação»              | Антоніу Карлус Жобін, Ньютон Мендонса | 1:46       |
| B2   | «O pato»                 | Jayme Silva, Neuza Teixeira           | 2:00       |
| B3   | «Corcovado»              | Антоніу Карлус Жобін                  | 1:56       |
| B4   | «Discussão»              | Антоніу Карлус Жобін, Ньютон Мендонса | 1:49       |
| B5   | «Amor Certinho»          | Roberto Guimarães                     | 1:52       |
| B6   | «Outra Vez»              | Антоніу Карлус Жобін                  | 1:51       |